# Graafschap Solms-Laubach
Solms-Laubach is een tot de Boven-Rijnse Kreits behorend graafschap binnen het Heilige Roomse Rijk.
Van 1278 tot 1341 was Laubach in bezit van de heren van Hanau, daarna tot hun uitsterven in 1418 in bezit van de heren van Falkenstein. Erfgenamen van de Falkensteiner erfenis zijn de graven van Solms.

## Solms-Laubach tot de deling (1548-1607)
Na de dood van graaf Philips van Solms-Lich in 1544 delen zijn zoon en zijn kleinzoon in 1548 de bezittingen:
- Reinhard I krijgt Lich en Hohensolms met 5/48 van Münzenberg.
- Frederik Magnus krijgt Laubach, Rödelheim, Assenheim, Sonnenwalde en Pouch.

Tot dit nieuw gevormde deelgraafschap Solms-Laubach hoort in het geheel niets van het oorspronkelijke graafschap Solms. Laubach en Rödelheim behoorden beide tot de Falkensteiner erfenis uit 1418. De heerlijkheden Sonnenwalde en Pouch zijn beide later verworven in het oosten van Duitsland.
Van 1561 tot 1612 is er een zijlinie in Sonnenwalde en Pouch. Deze zijlinie koopt in 1596 in het oosten van Duitsland ook nog de heerlijkheid Baruth in Brandenburg.
In 1569 wordt 3/4 van het dorp Niederrad aan de rijksstad Frankfurt afgestaan. In ruil hiervoor erkent Frankfurt het bezit van Rödelheim. In 1602 wordt de graaf met de rijksvrije heerlijkheid Wildenfels in Saksen beleend.

## Solms-Laubach van 1607 tot 1676
Na de dood van graaf Johan Georg in 1600 delen zijn zoons in 1607/27 de bezittingen.
- Frederik krijgt in 1600/1607 Rödelheim en Assenheim (uitgestorven in 1635)
- Albert Otto I krijgt in 1607 Laubach (uitgestorven 1676)
- Hendrik krijgt in 1607/27 Sonnenwalde en Pouch
- Johan Georg II krijgt in 1607/27 Baruth en Wildenfels.

Hierbij hebben de twee oudere broers dus de bezittingen in Hessen gekregen en de twee jongere broers de bezittingen in het oosten van Duitsland.
Na het uitsterven van Solms-Rödelheim-Assenheim in 1635 vallen hun bezittingen aan Solms-Laubach en Solms-Baruth. Als ook Solms-Laubach in 1676 uitsterft vallen alle bezittingen aan de tak Solms-Baruth, waarna een nieuwe deling volgt.

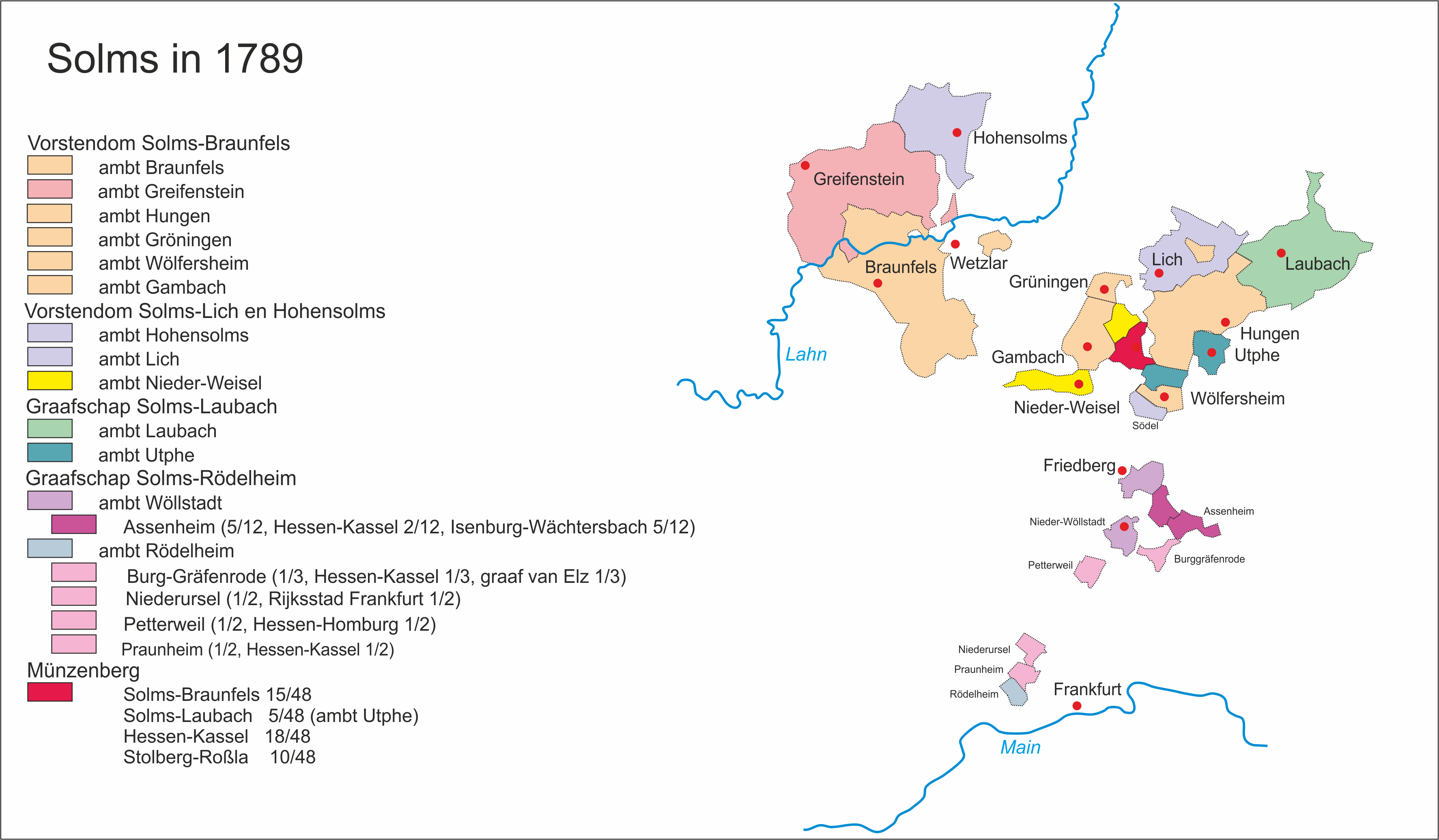
kaart van de landen van Solms in 1789

## Solms-Laubach na 1676
Na de dood van graaf Johan Georg II van Solms-Baruth in 1632 verdelen zijn zoons in 1665 de landen van hun vader en de nog te erven landen van de oudere tak.
- Johan August krijgt Rödelheim en Assenheim (Assenheim wordt in 1676 uitgebreid).
- Johan Frederik krijgt Wildenfels en Laubach (Laubach in 1676).
- Frederik Sigismund krijgt een deel van Baruth.
- Johan Georg III krijgt een deel van Baruth.

Ook deze keer krijgen de twee oudste broers vooral de bezittingen in Hessen en de twee jongere broers de bezittingen in het oosten van Duitsland.
Na de dood van graaf Johan Frederik van Solms in 1696 gaat de versplintering verder. Zijn opvolger Frederik Ernst staat in 1703 het ambt Utphe af aan zijn broer Karel Otto en verkoopt in 1709 de heerlijkheid Wildenfels aan een derde broer, Hendrik Willem. Inmiddels heeft hij in 1706 het moeten erkennen dat de heerlijkheid Wildenfels onder de landshoogheid van het keurvorstendom Saksen valt. Het graafschap verliest daarmee dus zijn Reichsunmittelbare karakter.
De zijlinie in Utphe sterft in 1762 uit, waarmee Laubach en Utphe weer herenigd zijn.
Het weinige bezit wat de graven op de linker Rijnoever bezitten wordt in 1797/1801 door Frankrijk ingelijfd.
In paragraaf 16 van de Reichsdeputationshauptschluss van 25 februari 1803 worden ze schadeloos gesteld: de vorsten en graven van Solms voor het verlies van de heerlijkheden Rohrbach, Kratz-Scharfenstein en Hirschfeld en voor hun aanspraken op de abdij Arensburgen en het ambt Kleeberg: de abdijen Arnsburg en Altenburg.
De abdij Arnsburg komt aan Solms-Laubach.
In artikel 24 van de Rijnbondakte worden de bezittingen van de vorsten en graven van Solms in de Wetterau onder de soevereiniteit van de groothertog van Hessen-Darmstadt gesteld: de mediatisering.

## Bezittingen
Alle bezittingen behoorden oorspronkelijk bij de heerlijkheid Münzenberg.
- ambten Laubach en Utphe
- 5/48 van de stad Münzenberg

## Regenten
| regering     | naam                         | geboren    | overleden  | familie                              |
| ------------ | ---------------------------- | ---------- | ---------- | ------------------------------------ |
| 1544/48-1561 | Frederik Magnus              | 1521       | 13-1-1561  | kleinzoon van Philips van Solms-Lich |
| 1561-1600    | Johan Georg I                | 26-11-1546 | 19-8-1600  | zoon                                 |
| 1600-1610    | Albert Otto I                | 9-12-1576  | 2-3-1610   | zoon                                 |
| 1610-1639    | Albert Otto II               | 20-6-1610  | 6-9-1639   | zoon                                 |
| 1639-1676    | Karel Otto                   | 27-8-1633  | 6-8-1676   | zoon                                 |
| 1676-1696    | Johan Frederik               | 19-2-1625  | 10-12-1696 | tak Solms-Wildenfels                 |
| 1696-1723    | Frederik Ernst               | 26-3-1671  | 26-1-1723  | zoon                                 |
| 1723-1736    | Frederik Magnus              | 21-9-1711  | 17-8-1738  | zoon                                 |
| 1723-1784    | Christiaan August            | 1-8-1714   | 20-2-1784  | broer                                |
| 1784-1806    | Frederik Lodewijk Christiaan | 29-8-1769  | 24-2-1822  | zoon                                 |